# Smedjeån Skönhults naturreservat
Smedjeån Skönhults naturreservat är ett naturreservat i Laholms kommun i Hallands län.
Området är naturskyddat sedan 2021 och är 33 hektar stort. Reservatet ligger väster om Hishult och består av en åsträcka av Smedjeån, svämlövskogar och ädellövskog.